# 大淀中
大淀中（おおよどなか）は、大阪府大阪市北区の町名。現行行政地名は大淀中一丁目から大淀中五丁目。

## 地理
大阪市北区の北西部に位置する。北は大淀北、南は大淀南、東は中津5丁目、東は福島区鷺洲に接する。
地内は東西に長細く、東側にはなにわ筋とあみだ池筋がそれぞれ南北に走る。

## 世帯数と人口
2019年（平成31年）3月31日現在の世帯数と人口は以下の通りである。
| 丁目         | 世帯数    | 人口    |
| ------------ | --------- | ------- |
| 大淀中一丁目 | 425世帯   | 641人   |
| 大淀中二丁目 | 741世帯   | 1,338人 |
| 大淀中三丁目 | 705世帯   | 1,221人 |
| 大淀中四丁目 | 522世帯   | 988人   |
| 大淀中五丁目 | 1,069世帯 | 2,036人 |
| 計           | 3,462世帯 | 6,224人 |

### 人口の変遷
国勢調査による人口の推移。
| 1995年（平成7年）  | 4,151人 | [ 5 ] |  |
| 2000年（平成12年） | 4,654人 | [ 6 ] |  |
| 2005年（平成17年） | 5,331人 | [ 7 ] |  |
| 2010年（平成22年） | 5,911人 | [ 8 ] |  |
| 2015年（平成27年） | 6,164人 | [ 9 ] |  |

### 世帯数の変遷
国勢調査による世帯数の推移。
| 1995年（平成7年）  | 1,811世帯 | [ 5 ] |  |
| 2000年（平成12年） | 2,262世帯 | [ 6 ] |  |
| 2005年（平成17年） | 2,654世帯 | [ 7 ] |  |
| 2010年（平成22年） | 3,248世帯 | [ 8 ] |  |
| 2015年（平成27年） | 3,361世帯 | [ 9 ] |  |

## 学区
市立小・中学校に通う場合、学区は以下の通りとなる。北区内の全ての市立中学校と、大阪市内の小中一貫校が対象で学校選択が可能（抽選を実施）。
| 丁目         | 番   | 小学校             | 中学校             |
| ------------ | ---- | ------------------ | ------------------ |
| 大淀中一丁目 | 全域 | 大阪市立大淀小学校 | 大阪市立大淀中学校 |
| 大淀中二丁目 | 全域 | 大阪市立大淀小学校 | 大阪市立大淀中学校 |
| 大淀中三丁目 | 全域 | 大阪市立大淀小学校 | 大阪市立大淀中学校 |
| 大淀中四丁目 | 全域 | 大阪市立大淀小学校 | 大阪市立大淀中学校 |
| 大淀中五丁目 | 全域 | 大阪市立大淀小学校 | 大阪市立大淀中学校 |

## 事業所
2016年（平成28年）現在の経済センサス調査による事業所数と従業員数は以下の通りである。
| 丁目         | 事業所数  | 従業員数 |
| ------------ | --------- | -------- |
| 大淀中一丁目 | 227事業所 | 7,706人  |
| 大淀中二丁目 | 96事業所  | 816人    |
| 大淀中三丁目 | 137事業所 | 1,341人  |
| 大淀中四丁目 | 58事業所  | 400人    |
| 大淀中五丁目 | 101事業所 | 969人    |
| 計           | 619事業所 | 11,232人 |

## 施設

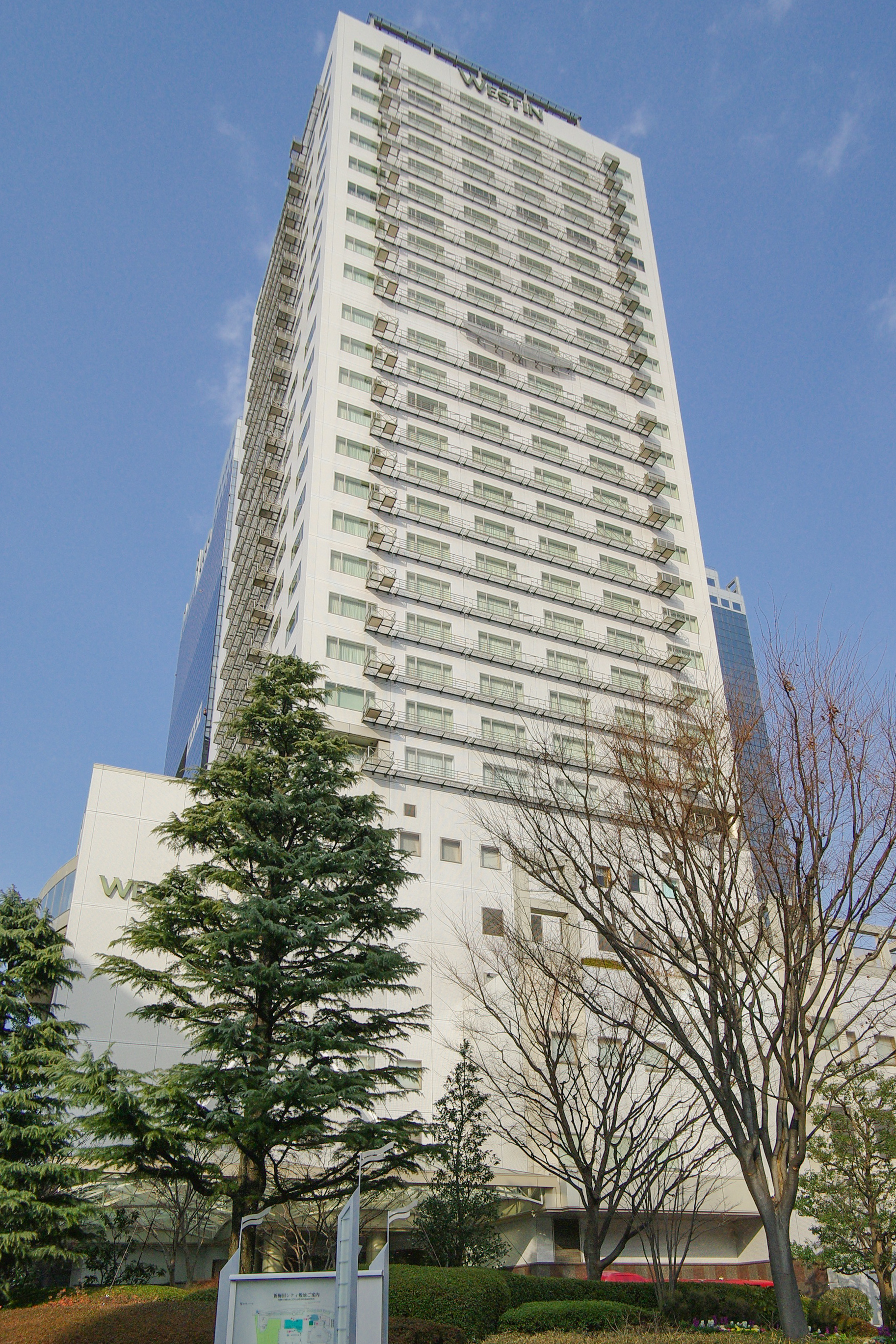
ウェスティンホテル大阪

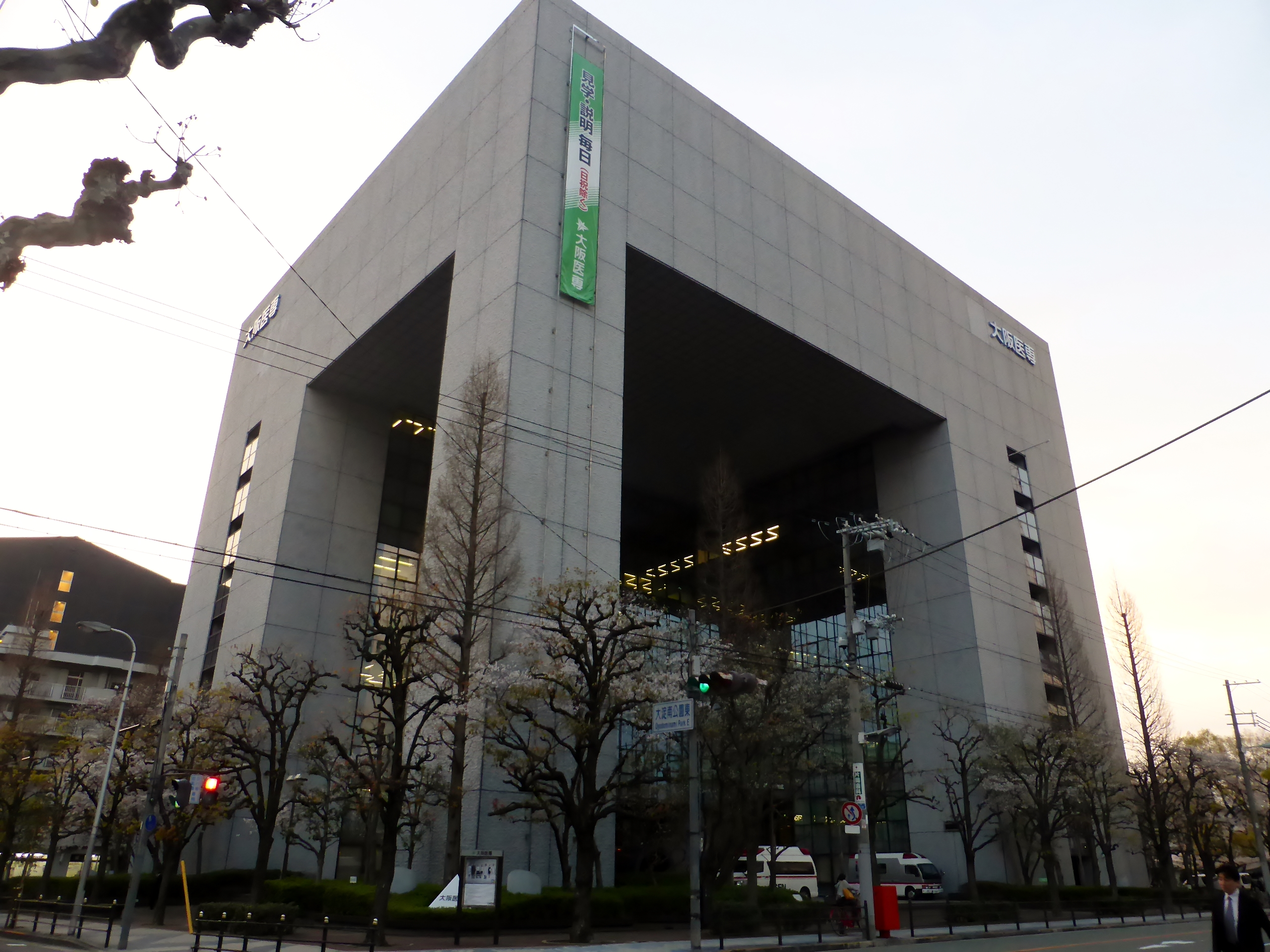
大阪医専

### 公共施設
- 大阪北郵便局

### 名所
- 新梅田シティ
  - 梅田スカイビル
  - ウェスティンホテル大阪
  - 大淀中公園
- 八坂神社
- 勝楽寺 - 暁鐘成の墓所。
- 光満寺
- 常円寺
- 一乗寺

### 教育機関
- 大阪医専
- 大阪市立大淀中学校
- 大阪市立大淀小学校

### 企業
- ダイハツディーゼル
- WILLER
- プラチナゲームズ
- スイーツパラダイス
- 東通企画
- 東通インフィニティー
- 東通エーヴィセンター
- カメヤマ
- サンライズパブリケーション
- エスビー食品

## 交通

### 鉄道
- 地内に駅はなく、阪急電鉄「中津駅」が最寄り駅である。

### バス
- 地域の路線バスとしては、大阪シティバス、阪神バスが路線を運行している。
  - 大阪シティバス41号系統が大阪駅前から十三を経て榎木橋（淀川区）まで運行（往復とも経由）。41A号系統が中津六丁目始発で大阪駅まで運行する（大阪駅方向のみ）。域内にはなにわ筋上に「大淀中一丁目」停留所がある。
  - 大阪シティバス39号系統が野田阪神前から十三を経て新大阪駅北口まで運行（往復とも経由）。域内にはあみだ池筋上に「大淀中二丁目」「大淀中三丁目」停留所がある。
  - 大阪シティバス58号系統が野田阪神前から中津を経て大阪駅へ、阪神バス北大阪線（系統番号なし、2021年7月末より土休日1往復のみ）が野田阪神前から中津・天神橋筋六丁目まで運行する（両路線は野田阪神前から中津まで並行）。域内には「大淀中三丁目」「大淀中四丁目」「大淀中五丁目」の各停留所がある（往復とも経由）。
- 2020年7月19日までは阪急バス18系統が大阪駅JR高速バスターミナル内（梅田停留所）から十三を経て加島駅方面へ運行しており、大淀中一丁目停留所に加島駅方向のみ停車していた（大阪駅方向は別ルートのため経由していなかった）。

- 高速バスは、WILLER EXPRESSの「WILLERバスターミナル大阪梅田」が新梅田シティ内に設けられている。

## その他

### 日本郵便
- 〒531-0076[3]（集配局：大阪北郵便局[12]）。なお、梅田スカイビルタワーイースト、梅田スカイビルタワーウエストは階毎に独自の郵便番号が存在している。